# Laurel und Hardy: Angora Love

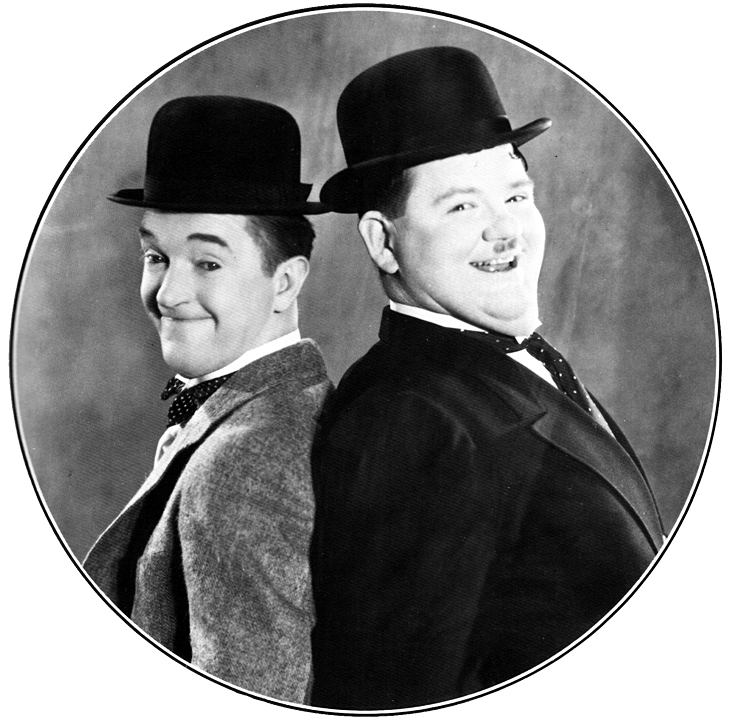
Laurel und Hardy

Angora Love (deutsch: Kuschel-Liebe) ist eine US-amerikanische Kurzfilm-Komödie aus dem Jahre 1929 mit dem Komikerduo Stan Laurel und Oliver Hardy in den Hauptrollen. Es handelt sich um den letzten Stummfilm von Laurel und Hardy.

## Handlung
Eine Ziege kann sich in einer Zoohandlung befreien und läuft davon, In der Annahme, das Tier sei gestohlen worden, ruft der Inhaber des Ladens einen Polizisten. Im nächsten Bild sind Laurel und Hardy zu sehen, wie sie aus einer Bäckerei kommen, wo sie sich von ihrem letzten Geld jeder einen Donut gekauft haben, den sie nun genüsslich verspeisen.
Die Jungs treffen auf die herum streunende Ziege und füttern sie in all ihrer Gutmütigkeit mit ihrem Gebäck. Nun folgt ihnen das Tier natürlich. Da sie beobachtet werden, sind Verwicklungen mit der Polizei vorgezeichnet. Laurel und Hardy starten eine Flucht, bei der sie die Ziege in hohem Tempo verfolgt und Hardy in einer großen Wasserlache landet.
Der nächste Schnitt lässt zwei Nächte vergehen: Laurel und Hardy haben die Ziege immer noch. Sie haben das Tier in ihr Hotel eingeschmuggelt. Beim Ausziehen hängen Hardy und Laurel ihre Kleidung auf und bringen selbstverständlich wieder alles durcheinander. Da der Wirt des Hotels sein Schlafzimmer direkt unter den Jungs hat, liegt Hardy viel daran, dass Ruhe herrscht. Laurel kann er dazu auffordern, aber die Ziege spielt verrückt.
Während Hardy schon mit schmerzenden Füßen im Bett liegt, versucht Laurel einige Missetaten der Ziege zu beheben. Das wird freilich laut und der ohnehin übellaunige Wirt wacht auf. Die Ziege treibt munter weiter ihr Unwesen, als schließlich der Hotelier an die Zimmertür der Jungs klopft. Die versuchen erst einmal, das Tier unter dem Bett zu verstecken. Nachdem der Wirt eine Standpauke losgelassen hat, versuchen alle, in ihren Betten zu schlafen.
Dazu will Hardy das Deckenlicht löschen, wobei es ihm gelingt, die Lampe auf seinem Kopf zu zerschmettern. Als wieder Hoffnung besteht, dass Ruhe eintritt, steht Laurel aus unerfindlichen Gründen auf und beginnt mit seinen Hosenträgern Dehnübungen an der Küchentür. Dies führt zu einem erneuten Auftauchen des Wirts, zu Verwechslungen und zu nicht unerheblichen Zerstörungen.
Den erneuten Versuch, Ruhe zu finden, stört nun die Ziege. Hardy bemerkt, dass das Tier unangenehm riecht und fordert Laurel auf, es zu baden. Folgsam fängt Laurel an, die Sache vorzubereiten und leitet damit einen weiteren, durch Einsatz von viel Wasser und Feuchtigkeit geprägten Trubel von Pleiten und Pannen ein.
Als es wieder an der Tür klopft, ist es dieses Mal nicht, wie vermutet, der Wirt, sondern der Zimmernachbar, der sich in der Tür geirrt hat, sich entschuldigt und geht. Erleichtert machen sich die Jungs wieder daran die Ziege zu waschen. Nun hat der Wirt jedoch die Polizei gerufen und angekündigt, dass es einen Mord geben wird. Er stürmt die Treppe hinauf und platzt mitten in die Jungs hinein, die mit der Ziege beschäftigt sind. In wildem Hin und Her wirft Hardy die Badeschüssel nach Laurel; die aber zielverfehlend den aufgebrachten Vermieter trifft und durchnässt. Der lässt das nicht auf sich sitzen und revanchiert und es beginnt eine wahre Wasserschlacht, in die auch der wieder aufgetauchte Zimmernachbar und letztlich ein herbeigekommener Polizist so manches abbekommen.
Als der Polizist die Ziege entdeckt, schließt er fälschlich, dass der Hotelier die Kreatur gestohlen hat und nimmt sie mit. Hardy schwört, nie wieder eine Ziege sehen zu wollen, als drei junge Zicklein unter dem Bett hervorkommen.

## Hintergrund
Viele Elemente des Films werden 1931 in Laughing Gravy wieder vorkommen, der als eine lose Neuverfilmung von Angora Love als Tonfilm gelten kann.
Die Ziege, die im Film eingesetzt wird, trug den Namen Penelope.
Es gibt einen Kontinuitäts-Fehler zwischen den Aufnahmen, in denen Ollie das Wasser auf den Boden kippt, und den nachfolgenden Aufnahmen, in denen der Boden vollständig trocken und dann wieder nass ist.
Dieser Film wurde 1930 in Argentinien herausgebracht, nachdem dort einige Tonfilme von Laurel und Hardy (entweder in Spanisch oder Englisch) gezeigt worden waren. Die ursprünglichen MGM-Titel wurden durch spanischsprachige Entsprechungen ersetzt und der Titel wurde in „Amor de Angora“ übersetzt. (Dave Lord Heath)

## Kritiken
- „Die letzte Stummfilmkomödie von Stan und Ollie ist eher mittelmäßig und wenig aufregend, obwohl sie eine Auswahl von Szenen enthält, die die Jungs später in späteren Filmen, vor allem in Laughing Gravy, mit gutem Erfolg verwendeten.“ (Dave Lord Heath)
- „Ich betrachte diesen Film als einen entscheidenden Punkt in der Entwicklungsgeschichte der L&H-Filme. Es ist wahrscheinlich der Film, bei dem Leuten wie Leo McCarey und Hal Roach endlich aufgegangen sein muss und sie tatsächlich wahrgenommen haben, was diese beiden Schauspieler tun und potenziell zusammen sein konnten. Sie haben die Möglichkeiten der Charaktere der Jungs erkannt, wie in Do Detectives Think? zu sehen ist.“ (Patrick Vasey: The Laurel & Hardy Blog)
- „Die komödiantischen Eskapaden beruhen auf Slapstick und gutem Timing. Diese kleine Komödie ist für den einen oder anderen Lacher gut, aber nicht für viel mehr.“ (Dennis Schwartz in: Ozus’ World Movie Reviews[5])
- „Angora Love ist ein gutes Beispiel dafür, wie in den Filmen von Laurel & Hardy die Abwesenheit von Frauen verarbeitet wird. Stan und Ollie geben einfach selbst eine Art Ehepaar ab und adoptieren hier gewissermaßen eine Ziege.“ (Martin Bendig[6])
- „Eine sehr lustige Komödie, die als Laughing Gravy und teilweise als The Chimp neu verfilmt wurde. Die Ziege hier ist nicht so liebenswert wie der kleine Hund in dem späteren Film; denn er ist verdammt liebenswert. Einer meiner liebsten stummen Gags überhaupt ist die Szene, in der Edgar Kennedy (als Vermieter) in der Tür des Zimmers der Boys steht und ihnen erzählt, dass er einen respektablen Laden führt, während wir hinter ihm einen Matrosen und eine Nutte sehen, die sich in die nächste Wohnung schleichen. Angora Love ist vielleicht nicht so ergreifend wie Laughing Gravy, aber es ist lustiger.“ (John V. Brennan in: Laurel and Hardy Central)